# 韦尔扎斯卡河
46°10′15″N 8°51′32″E / 46.17075°N 8.85897°E

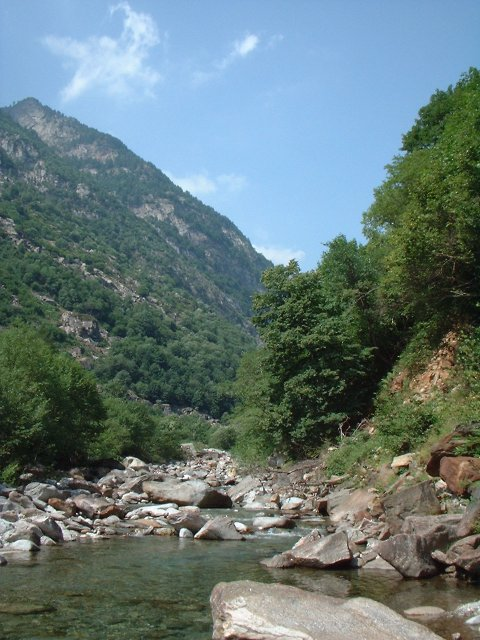

韋爾扎斯卡河（義大利語：Verzasca）是瑞士的河流，位於該國南部，流經提契諾州，屬於提契諾河的支流，河道全長34公里，流域面積235平方公里，最終在泰內羅-孔特拉注入馬焦雷湖。